# Castelo de Freixo de Espada à Cinta
O Castelo de Freixo de Espada à Cinta localiza-se na freguesia de Freixo de Espada à Cinta e Mazouco, no município de Freixo de Espada à Cinta, no distrito de Bragança, em Portugal.
Encontra-se classificado como Monumento Nacional por Decreto publicado em 23 de Junho de 1910.

## História

### Antecedentes
A origem da povoação bem como o seu topónimo são muito antigos, mergulhando no terreno da lenda. De acordo com o erudito quinhentista João de Barros (homónimo do cronista), na sua Geografia de Entre Douro e Minho e Trás-os-Montes, a fundação é atribuída a um fidalgo espanhol, de apelido Feijão, que teria vivido no século X, e em cujas armas constaria um freixo e uma espada. Uma tradição local atribui o topónimo a um guerreiro Visigodo de apelido Espadacinta, que, ali se deitou à sombra de um freixo para descansar, o que passou a identificar o lugar.
Uma versão ligeiramente diferente é contada por Xavier Fernandes no segundo volume de Topónimos e Gentílicos:
"Um cavaleiro cristão [...], perseguido por um grupo de aventureiros, viu-se em perigo de morte. Então, conseguiu esconder-se entre os ramos de um freixo, aos ramos do qual pendurou a própria espada. Assim se salvou, porque os inimigos vendo um freixo com uma espada, encheram-se de pavor e fugiram. E aí mesmo se lançaram os fundamentos da povoação, a que o seu fundador deu o nome de Espada de Freixo à Cinta".

### O castelo medieval
A povoação de Freixo existia nos primeiros tempos da Independência de Portugal, marcando a fronteira a oeste do rio Douro. Por essa razão, visando fomentar o seu povoamento e defesa, D. Afonso Henriques (1112-1185), outorgou-lhe foral desde 1152 (ou 1155-1157), confirmado em 1246. Acredita-se que remonta a esse período tanto a construção do castelo quanto o privilégio de couto e homízio (exceto para os crimes de aleive e traição), que seria limitado por D. João I (1385-1433), em 1406, a apenas três vilas no reino, entre as quais esta de Freixo. As primeiras referências documentais ao castelo, entretanto, referem-se a obras em progresso em 1258.
Foi esta primitiva defesa que foi conquistada, sob o reinado de Afonso II de Portugal (1211-1223), pelas forças invasoras de Afonso IX de Leão, entre os anos de 1212 e 1213.
O rei D. Afonso III (1248-1279) outorgou novo foral à vila (1273), quando se iniciou uma nova etapa construtiva em suas defesas, reforçadas e ampliadas. Outra importante fase se sucedeu sob D. Dinis (1279-1325), a ponto de o cronista Rui de Pina ter reportado que este soberano povoou de novo e fez o castelo. É deste período o início da ereção da torre heptagonal que o caracteriza, encontrando-se ainda em progresso, em 1342, os trabalhos na cerca da vila. À época do reinado de Fernando I de Portugal (1367-1383), são citadas novas obras no castelo (1376).
Durante o século XV, são registadas obras no castelo entre 1412 e 1423, e entre 1435 e 1459, eventualmente visando adaptar o castelo à função de Paço para a habitação dos seus alcaides.
A povoação e seu castelo encontram-se figurados por Duarte de Armas no seu Livro das Fortalezas (c. 1509), destacando-se a cerca da vila reforçada por diversas torres, de planta hexagonal e pentagonal, dispostas a intervalos regulares, a maioria ostentando balcões de Mata-cães, e o castelo cercado pela barbacã. As obras, neste período, estavam sob a responsabilidade do mestre biscaínho Pero Lopes.

### Do século XIX aos nossos dias
Embora sejam escassas as notícias sobre este monumento, ele esteve em atividade até ao século XIX, quando, estando perdida a sua função militar, o seu recinto foi utilizado como Cemitério municipal (1836), com a demolição de alguns troços da muralha.
Destacam-se, atualmente bem conservados, os restos das antigas muralhas e a torre que o caracteriza.

## Características
A tipologia deste castelo medieval, em estilo gótico, apresenta semelhanças com a dos de Alva, Mós e Urrós.
A antiga Torre de Menagem, figurada por Duarte de Armas (c. 1509) juntamente com a torre heptagonal, não chegou aos nossos dias.
Os remanescentes do castelo são dominados pela uma torre de planta heptagonal irregular, em "opus vittatum", que alguns autores sustentam (indevidamente) tratar-se da Torre de Menagem atribuindo-a uns ao reinado de D. Dinis, outros ao de D. Fernando. Os moradores denominam-na simplesmente como Torre do Galo ou Torre do Relógio. Elevando-se a 25 metros de altura, é acedida por uma porta em arco quebrado. O seu interior é dividido em três pavimentos, com abóbadas em arcaria, acedidos por escada, iluminados por pequenas frestas nos muros. No alto, destaca-se um balcão corrido sustentado por cachorrada. O conjunto culmina com uma torre sineira quadrangular, com cobertura em forma de agulha, tendo nos cunhais pequenas pirâmides boleadas.